# Escoda (inslagkrater)
Escoda is een inslagkrater op Venus. Escoda werd in 1994 genoemd naar de Filipijns maatschappelijk werkster, oorlogsheldin en suffragette Josefa Llanes-Escoda (1898-1945).
De krater heeft een diameter van 19,6 kilometer en bevindt zich rond het laagland Llorona Planitia in het quadrangle Greenaway (V-24). De krater ligt ten oosten van Ban Zhao.